# Bäckerei Zürrer
Bäckerei Zürrer ist ein in der Schweiz produzierter Spielfilm des Regisseurs Kurt Früh aus dem Jahr 1957.
Der Film ist auch als Bäcker Zürrer und Konditorei Zürrer bekannt.

## Produktion
Bäckerei Zürrer, ein Film über eine Bäckerfamilie aus dem Zürcher Langstrassenquartier, war das erste Projekt, das Kurt Früh selbstständig entwickeln und nach eigenen Vorstellungen umsetzen konnte. Er schrieb das Drehbuch in Zusammenarbeit mit Hans Mehringer, Eva Früh-Langraf und Emil Hegetschweiler. Letzterer stand als gelernter Konditor von Anfang an für die Hauptrolle des Bäckermeisters Zürrer fest, die Rolle des italienischen Detailhändlers Renzo Pizzani übernahm Ettore Cella. Die weiteren Mitglieder der Familie Zürrer spielten Margrit Winter als Trudi Zürrer und Peter Brogle als Heini Zürrer; mit Walter Morath als Richard Zürrer wurde wie in Frühs Polizischt Wäckerli ein Baseldeutsch Sprechender als negative Figur verpflichtet. Pizzanis Frau und Tochter spielten Maria Rezzonico und Ursula Kopp.
Der Film ist eine Produktion der Zürcher Gloriafilm. Die Musik komponierte Walter Baumgartner, das Lied Herr Lehmann wurde von Helen Vita gesungen. Die Kamera führte Georges C. Stilly.

## Handlung
Der verwitwete Bäckermeister Zürrer musste seine drei Kinder alleine grossziehen. Es missfällt ihm, dass die Tochter des Kleinhändlers Pizzani von seinem jüngsten Sohn, der die Bäckerei übernehmen soll, ein Kind erwartet, da er diese nicht in seiner Familie haben möchte. Derweil stiehlt ihm sein ältester Sohn das letzte Geld und seine Tochter verlässt ihn. Enttäuscht verkauft Zürrer seine Bäckerei, doch als er sich durch mehrere wohlwollende Taten der Familie Pizzani besinnt, macht er den Verkauf rückgängig.

## Kritik
Werner Wider schrieb im in den 80er Jahren erschienenen Buch Der Schweizer Film 1929–1964: „Bäckerei Zürrer ist nicht nur Frühs bester Film, er bildet auch den einzigen Höhepunkt des Filmschaffens der fünfziger und der beginnenden sechziger Jahre. Der Film stellt den ersten Versuch in der Schweiz überhaupt dar, städtisches Leben auf die Leinwand zu bringen.“ Im Lexikon des internationalen Films wird der Film als „mit viel Liebe und Sorgfalt skizziertes Charakterbild, wirklichkeitsnah und durch die hervorragende Darstellung des patriarchalischen Bäckers trotz streckenweiser Sentimentalität bewegend“ beschrieben.